# Masterpiece (canção de Madonna)

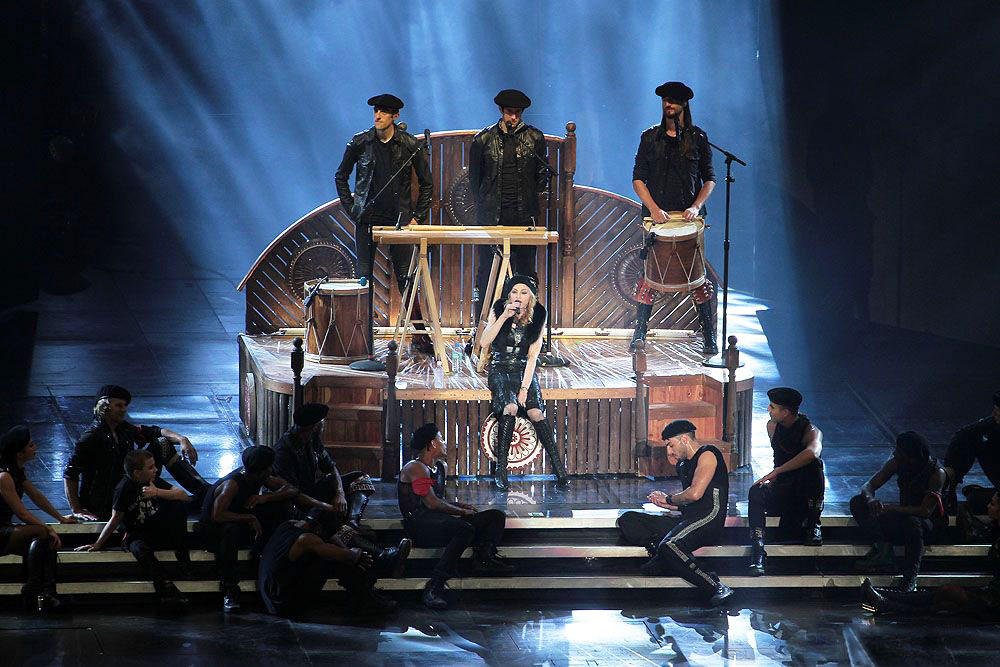
Madonna canta «Masterpiece» na MDNA Tour, ladeada por seus dançarinos e o trio Kalakan, ao fundo

Masterpiece é uma canção da cantora e compositora norte-americana Madonna para a trilha sonora do filme W.E., composta por ela mesma, Frost Julie e Jimmy Harry. A canção ganhou o Globo de Ouro de «Melhor Canção Original», em 15 de janeiro de 2012, no 69º Golden Globe Awards. A música, que toca durante os créditos finais do filme, foi incluída no décimo-segundo álbum de estúdio da cantora, o MDNA, cujo lançamento foi em março de 2012.